# Hudswell, Clarke & Co

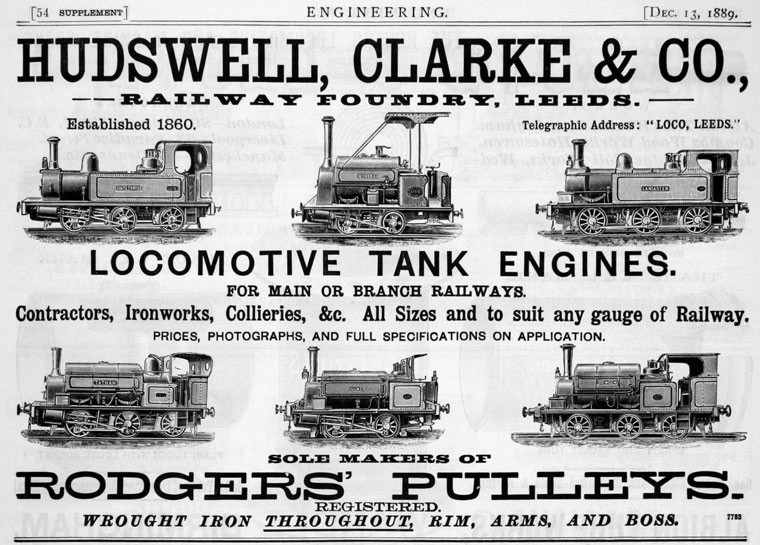
Hudswell, Clarke and Co, produktreklam för ånglok från december 1889.

Hudswell, Clarke & Co var ett brittiskt verkstadsföretag som bland annat producerade lokomotiv i Hunslet, Leeds, West Yorkshire, England. Företaget existerade mellan 1860 och 1973.

## Historik
Hudswell & Clarke grundades 1860 av William Shillito Hudswell (1832–1882) och John Clarke (1812–1890). År 1870 ändrades namnet till Hudswell, Clarke & Rodgers efter att Joseph Rodgers blev direktör 1866. År 1881 lämnade Rodgers firman och namnet ändrades till Hudswell, Clarke & Co. Företaget omvandlades till aktiebolag 1899. År 1968 blev Hudswell & Clarke en del av konkurrenten Trindgroup men fortsatte med lokomotivproduktion fram till 1973. 
Lokomotivbyggnad var bara en del av en omfattande produktion som även inkluderade  underjordiska dieseldrivna gruvlokomotiv och annan gruvutrustning. Under andra världskriget producerades även vapen. Efter kriget var Hudswell Clarke engagerat i olika hemliga uppdrag, bland annat det brittiska kärnvapenprogrammet. Flygplanet för den första brittiska kärnbomben, Blue Danube (Blå Donau), tillverkades av Hudswell Clarke på sin anläggning Roundhay Road i Leeds.

## Lok i Sverige
Åtminstone ett ånglok byggt av Hudswell, Clarke & Co finns i Sverige. Det heter Helgenäs och byggdes 1889 åt Eds Bruk i Västervik. Det ställdes av på 1930-talet och skänktes 1965 till museijärnvägen Östra Södermanlands Järnväg (ÖSlJ). Efter omfattande upprustning användes Helgenäs från 1970, främst för allmänhetens körning. Sedan 2000 är det avställt för pannbyte.

## Bilder

Exempel på ånglok byggda av Hudswell & Clarke
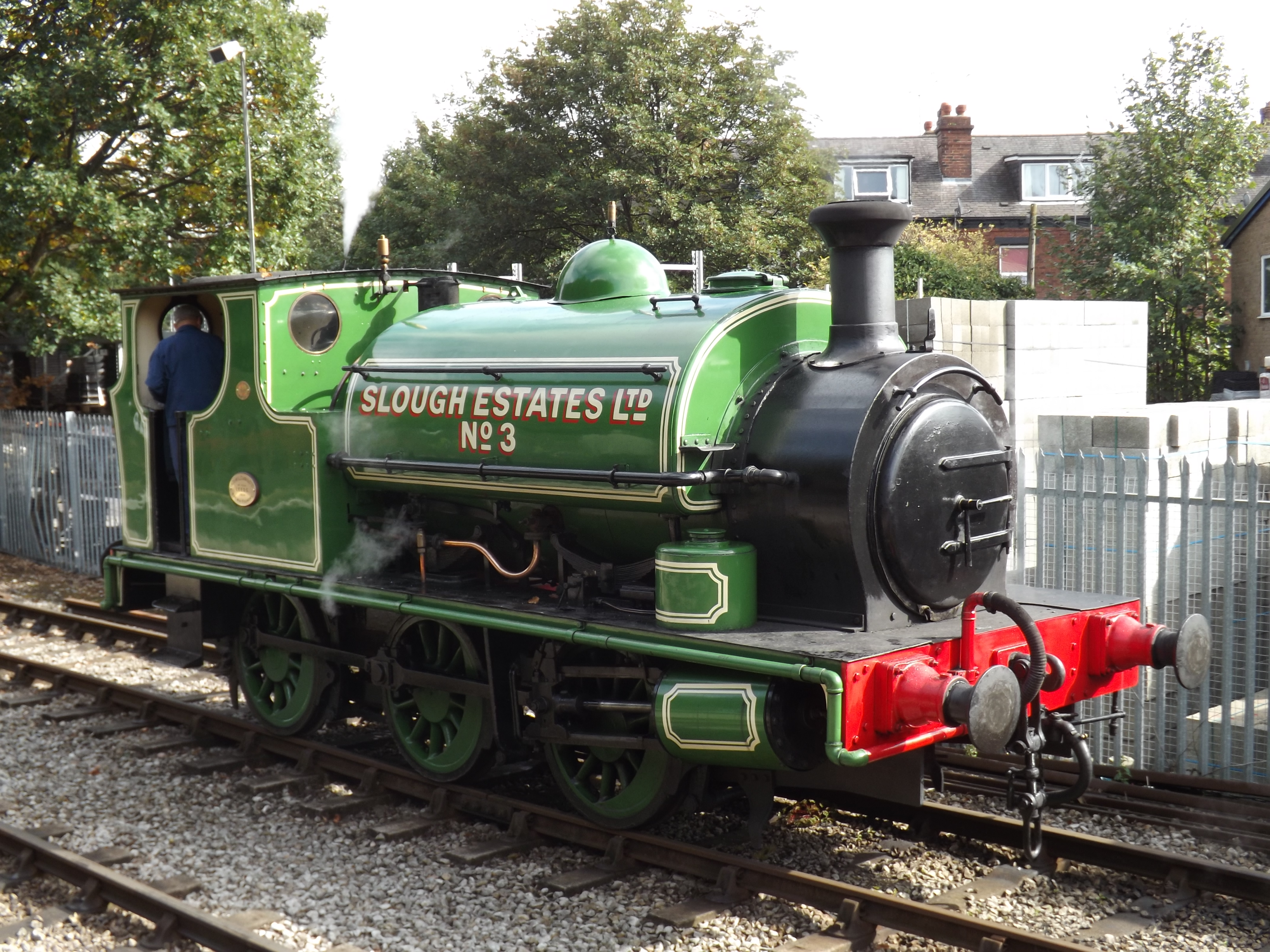
"Slough Estates No. 3" från 1924.
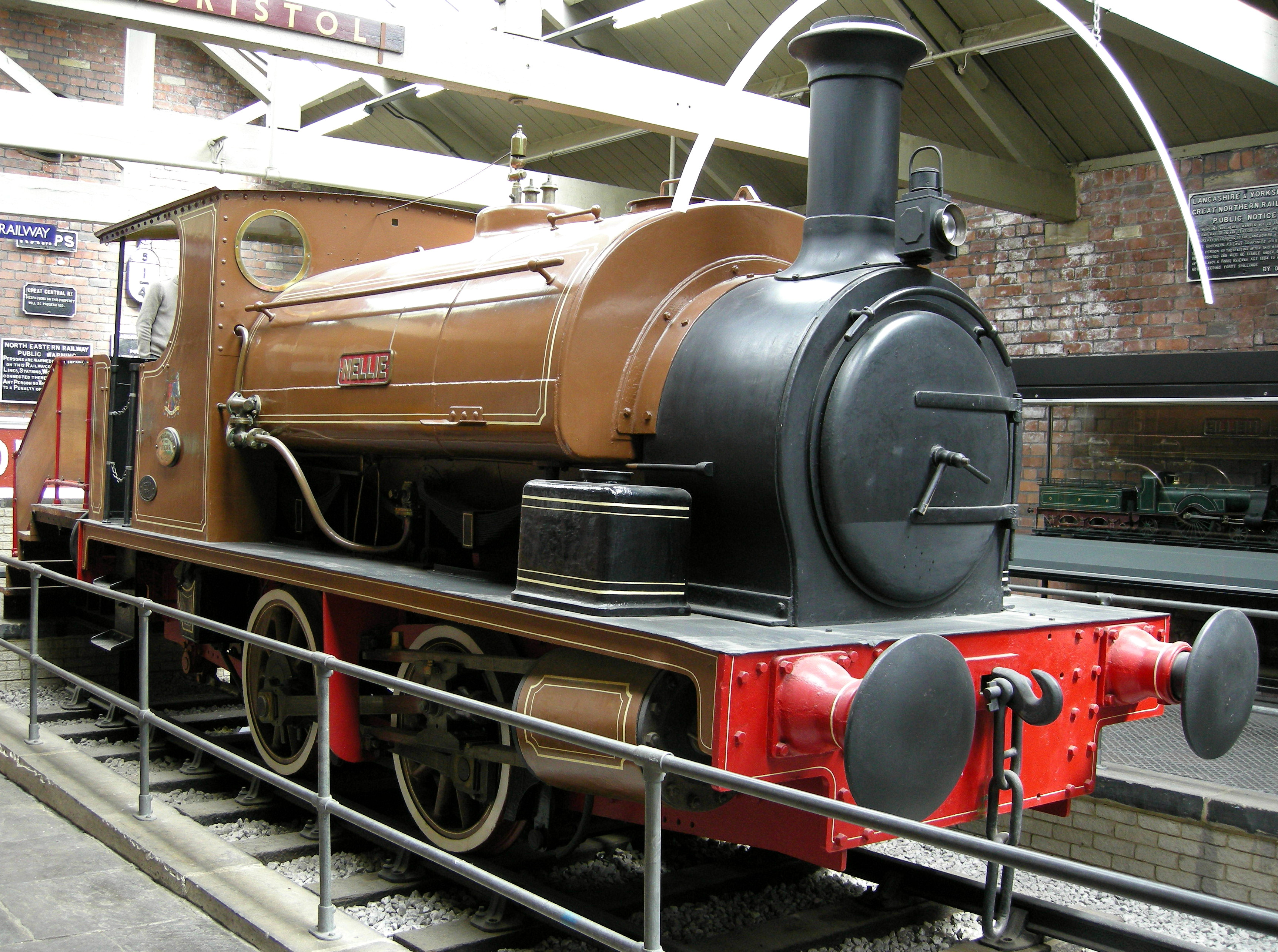
"Nellie" från 1922.
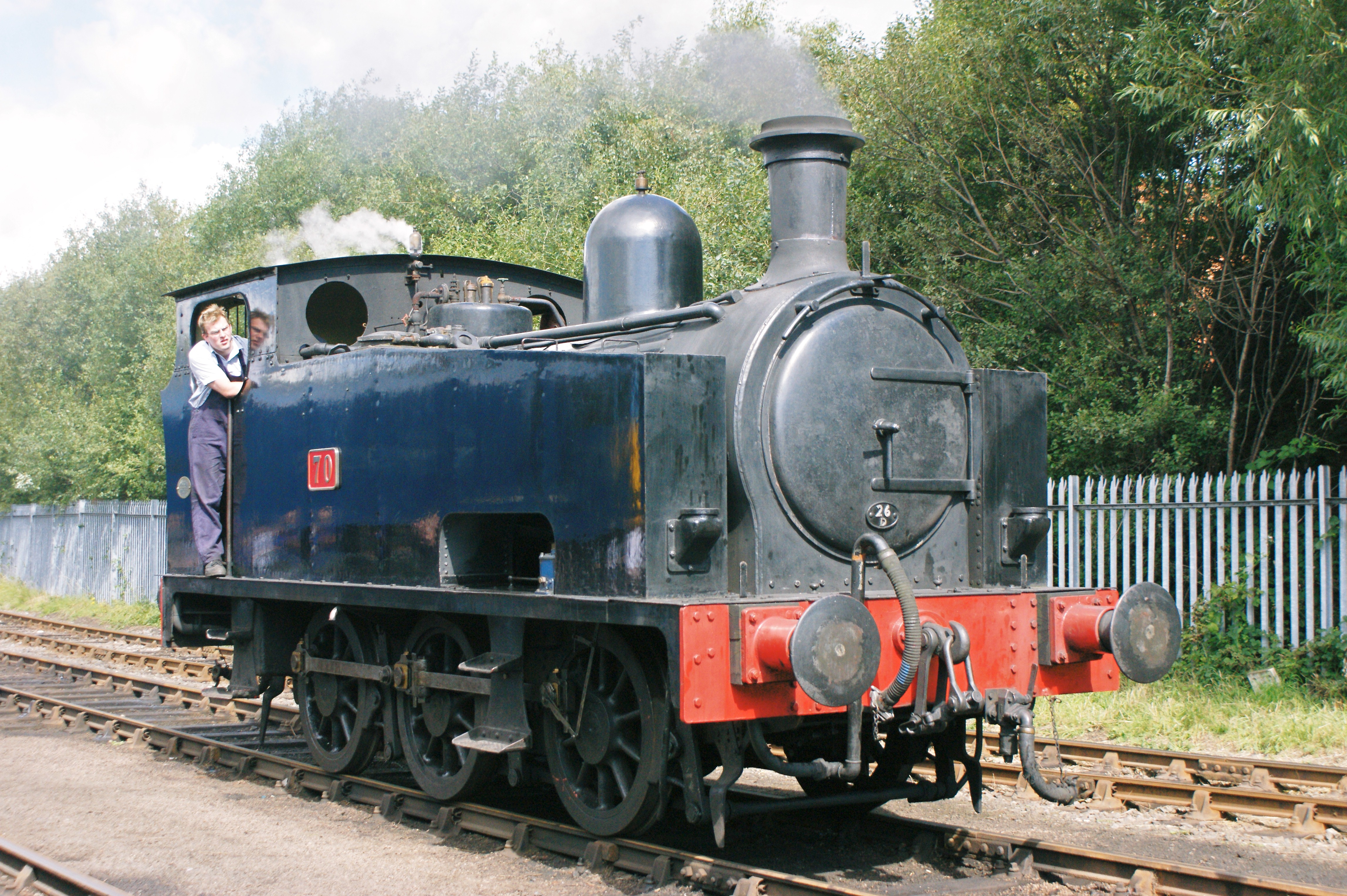
"70" från 1921.
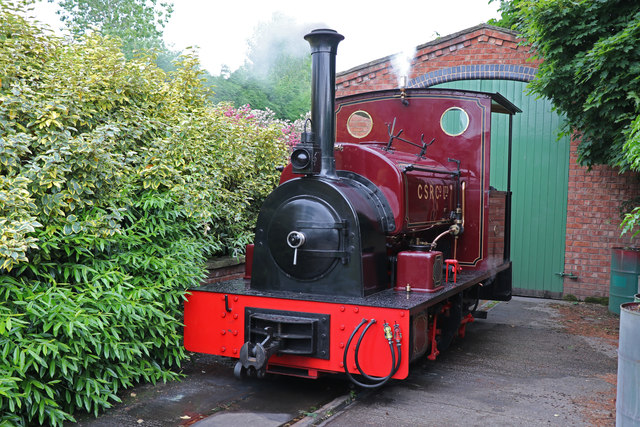
"Lautoka" från 1914.
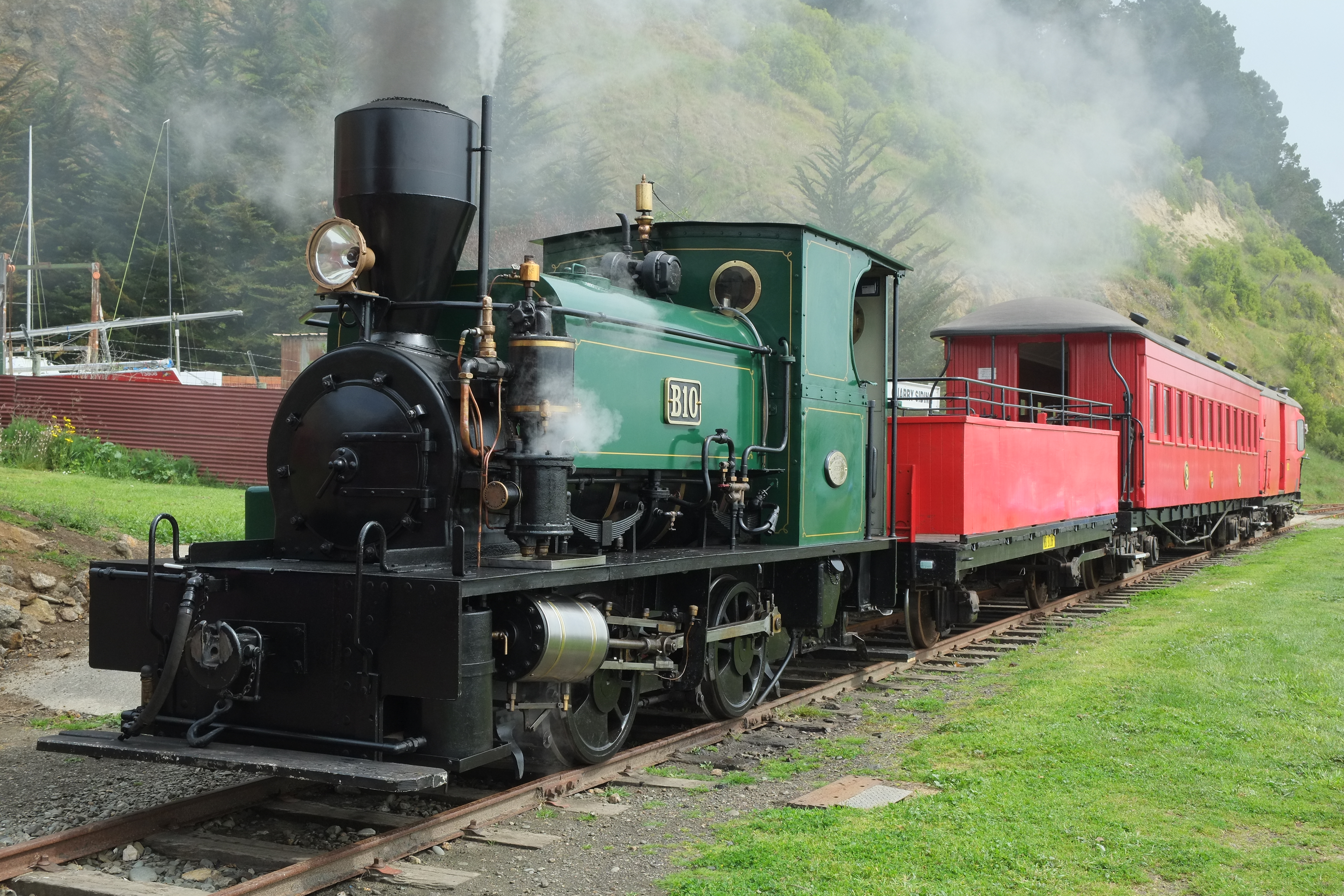
"B10" fån 1924.